# Soden (Gattung)
Die Soden oder Salzmelden (Suaeda) sind eine Pflanzengattung in der Unterfamilie Suaedoideae innerhalb der Familie der Fuchsschwanzgewächse (Amaranthaceae). Der deutschsprachige Trivialname Soden bezieht sich auf die frühere Nutzung zur Gewinnung von Soda.

## Beschreibung

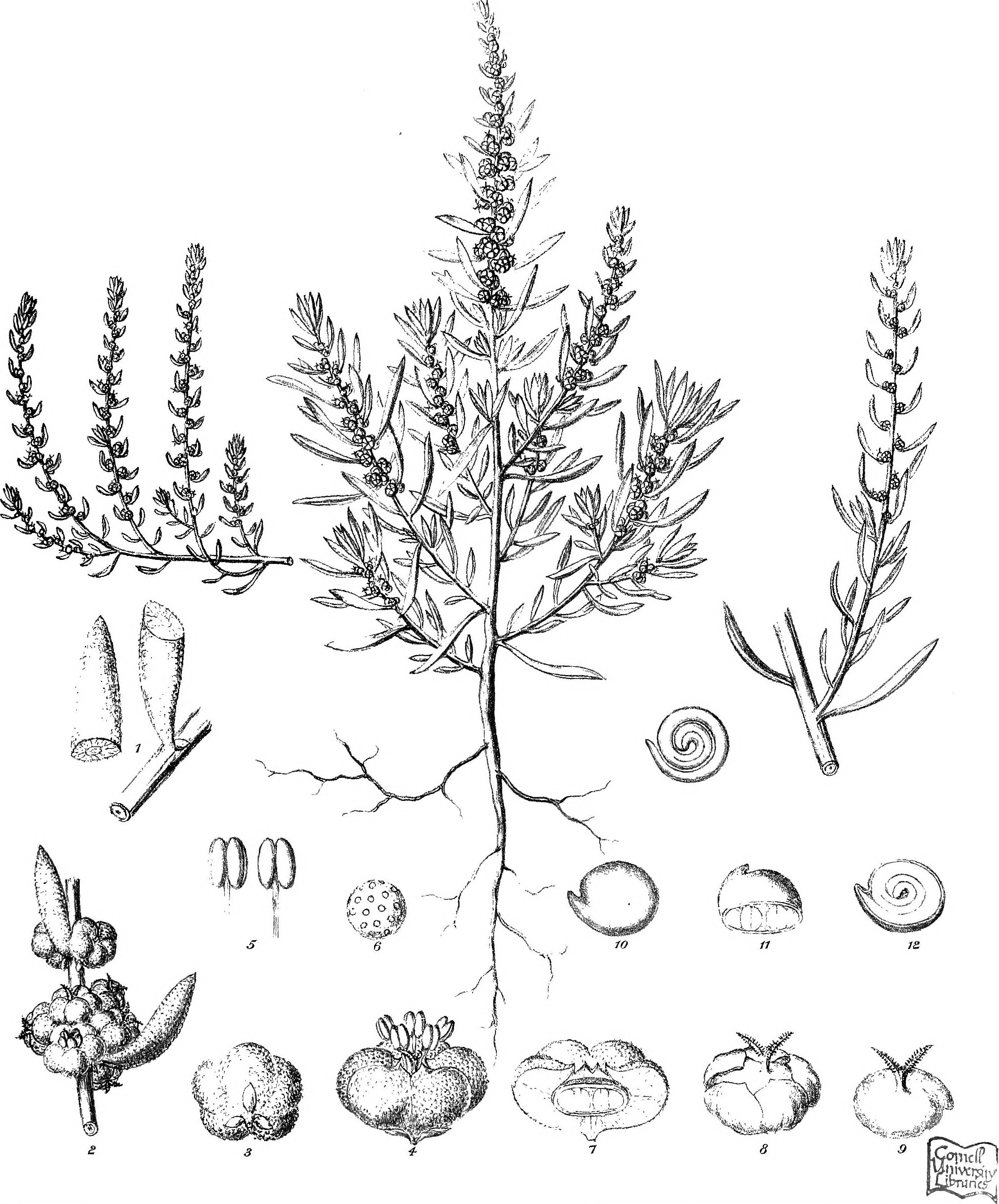
Illustration bei Iconography of Australian salsolaceous plants, 1889 von Sektion Brezia: Suaeda australis

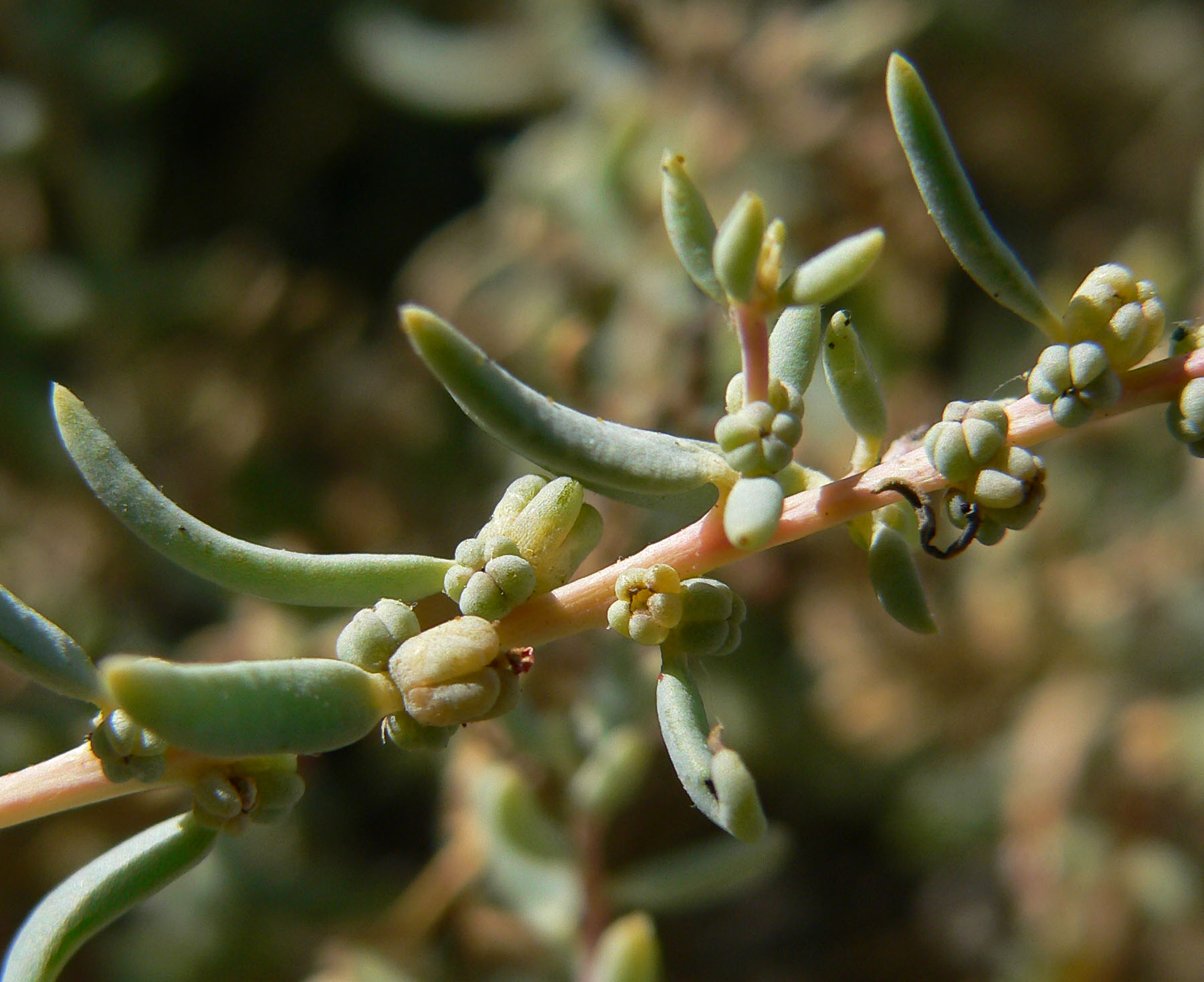
Sektion Salsina: Blüten von Suaeda nigra

### Vegetative Merkmale
Die Soden-Arten sind einjährige oder ausdauernde, krautige Pflanzen, Halbsträucher oder Sträucher. Die blaugrünen oder grünen Pflanzenteile können kahl oder behaart sein. Die Stängel wachsen niederliegend, aufsteigend oder aufrecht, sie sind einfach oder verzweigt und nicht fleischig.
Die meist wechselständigen, sitzenden oder ganz kurz gestielten Laubblätter sind fleischig (sukkulent). Ihre ganzrandige Blattspreite ist linealisch, lanzettlich oder elliptisch geformt, mit stumpfer, abgerundeter oder zuspitzter Spitze. Im Querschnitt sind die Blätter flach, halbstielrund oder stielrund.

### Blütenstände und Blüten
Die Blüten sitzen in ährigen, seltener in traubigen Blütenständen zu eins bis zwölf geknäuelt in den Achseln der blattartigen Tragblätter. Es sind zwei bis drei (selten bis zu sieben) sehr kleine, trockenhäutige Vorblätter von ovaler bis lanzettlicher Form vorhanden.
Die Blüten sind zwittrig oder eingeschlechtig. Die Blütenhülle besteht aus fünf meist fleischigen, mehr oder weniger miteinander verbundenen Tepalen, welche die Anthese überdauern. Es gibt (selten zwei bis) fünf Staubblätter, deren Staubbeutel meist aus der Blüte herausragen. Der Fruchtknoten trägt zwei bis drei (selten fünf) Narben.

### Früchte und Samen
Die Frucht bleibt von den nach innen gewölbten, oft kapuzenförmig zusammengezogenen Blütenhüllblättern umschlossen. Auf der Außenseite können die Tepalen verdicken oder flügel- oder hornartige Auswüchse tragen. Die Frucht enthält einen horizontalen oder vertikalen Samen von kugeliger bis abgeflachter Form. Die einzelnen Arten unterscheiden sich hinsichtlich der Färbung und Oberflächenstruktur der Samenschale. Der Embryo ist spiralig aufgerollt, Nährgewebe ist keines oder sehr wenig vorhanden.

### Chromosomenzahlen
Die Chromosomengrundzahl beträgt x = 9.

### Photosyntheseweg
Die Suaeda-Arten der Sektionen Salsina und Schoberia sind C4-Pflanzen mit typischer Kranz-Anatomie. Bei den Arten der Sektion Borszczowia finden die C4-Synthesewege ohne Kranz-Anatomie, also ohne räumliche Verteilung in einem einzigen Zelltyp statt („single cell C4“). Alle anderen Sektionen sind C3 -Pflanzen.

## Systematik und Verbreitung

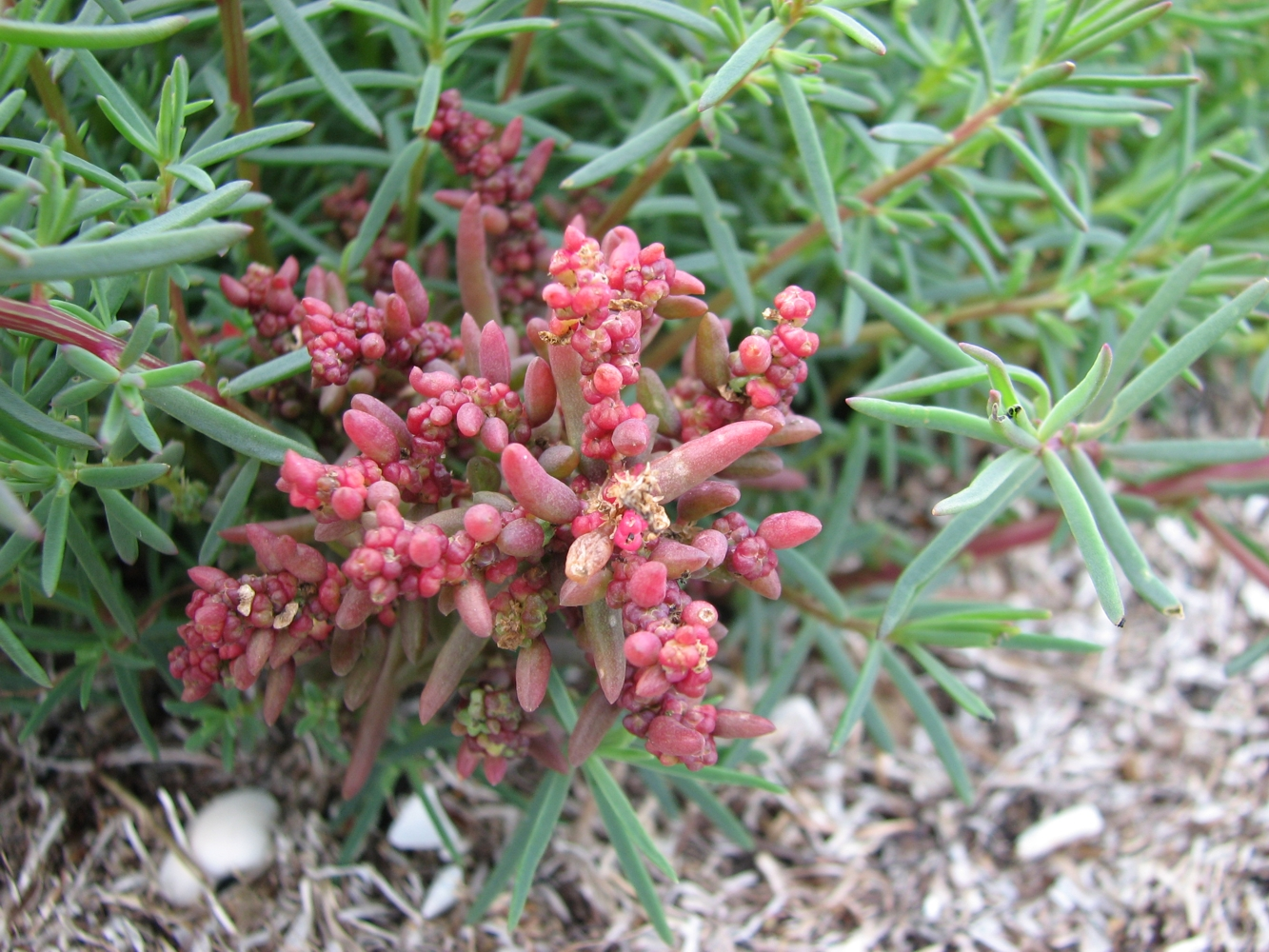
Sektion Brezia: Suaeda australis

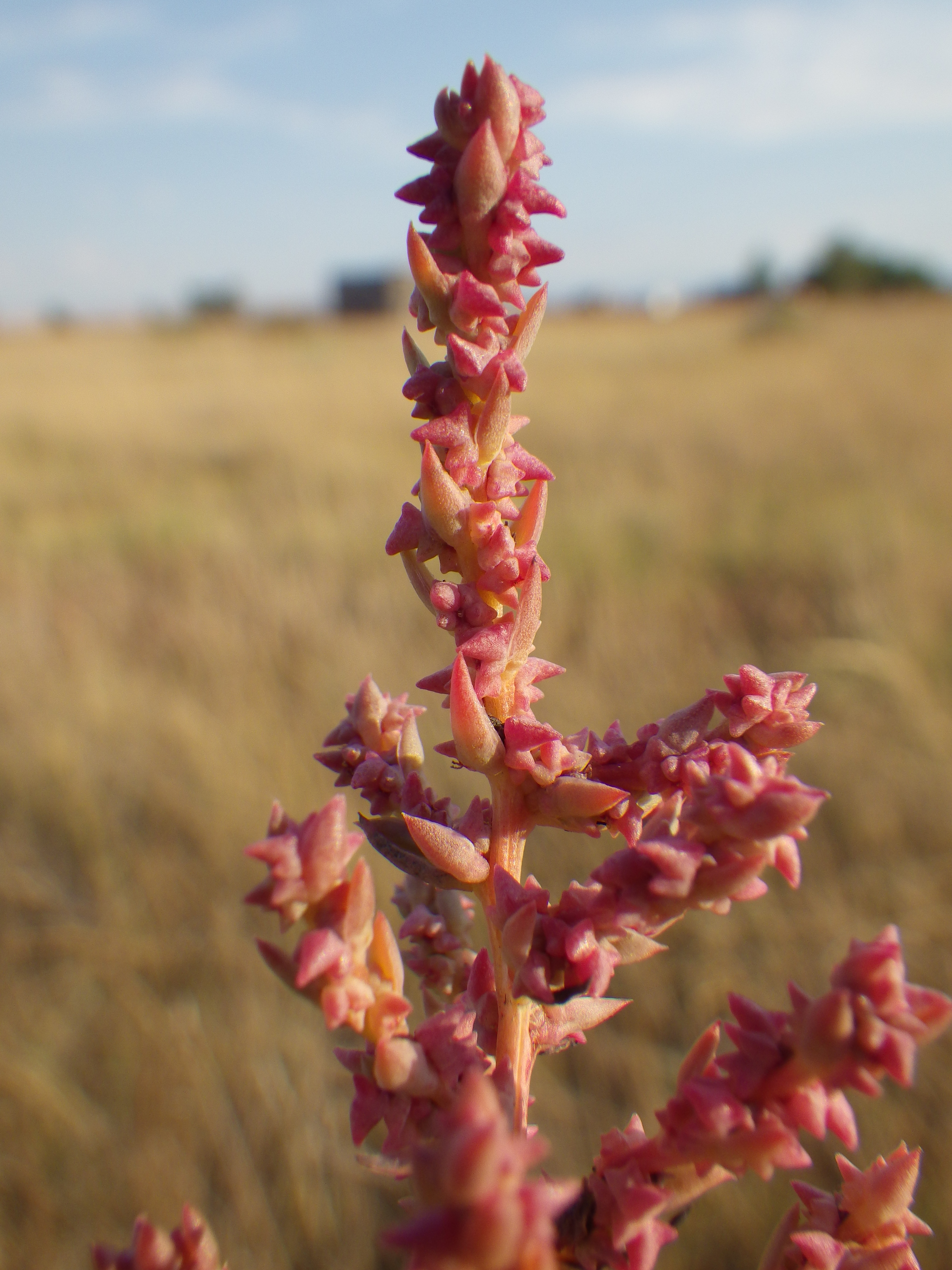
Sektion Brezia: Suaeda calceoliformis

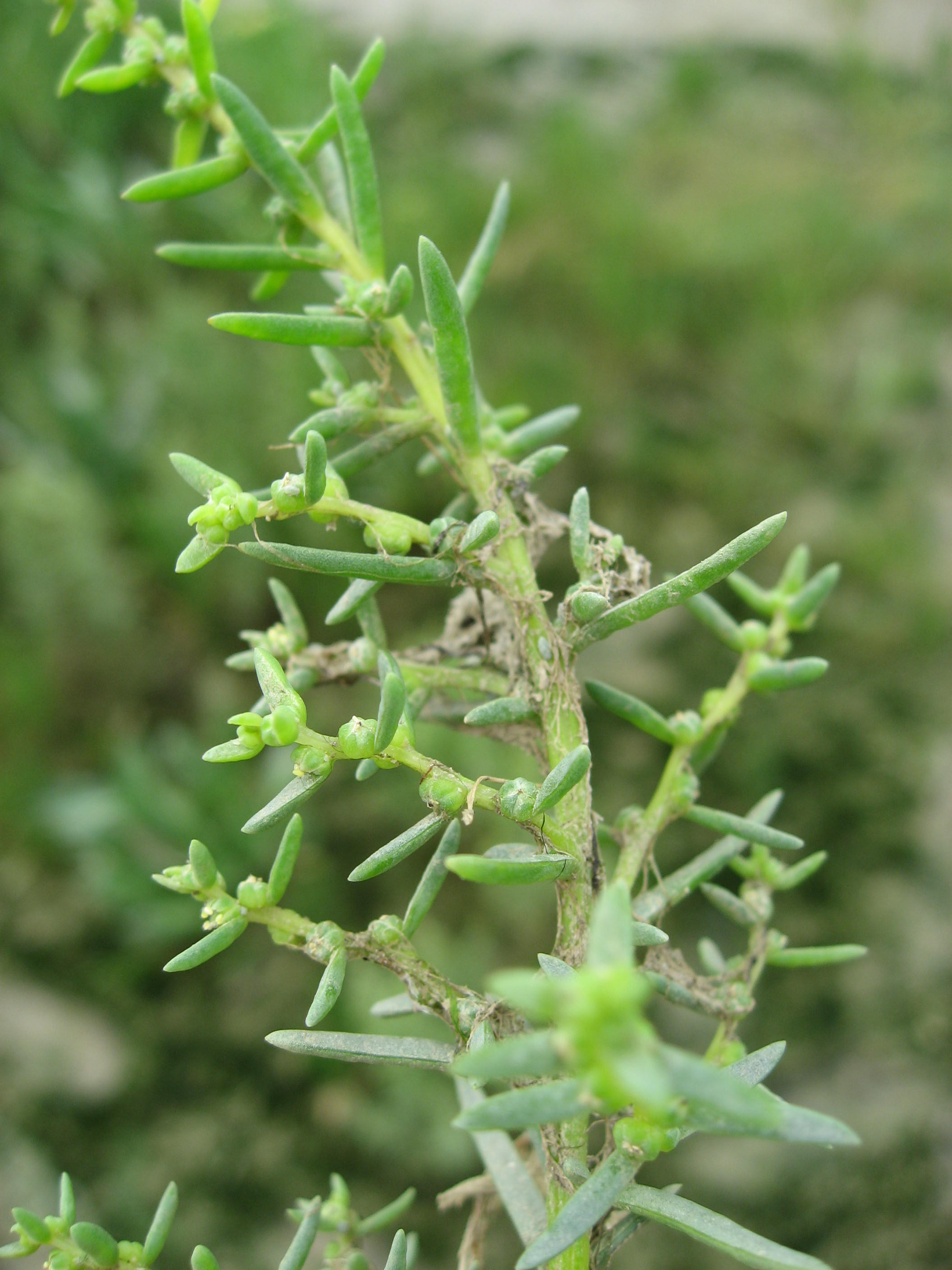
Sektion Brezia: Strand-Sode (Suaeda maritima)

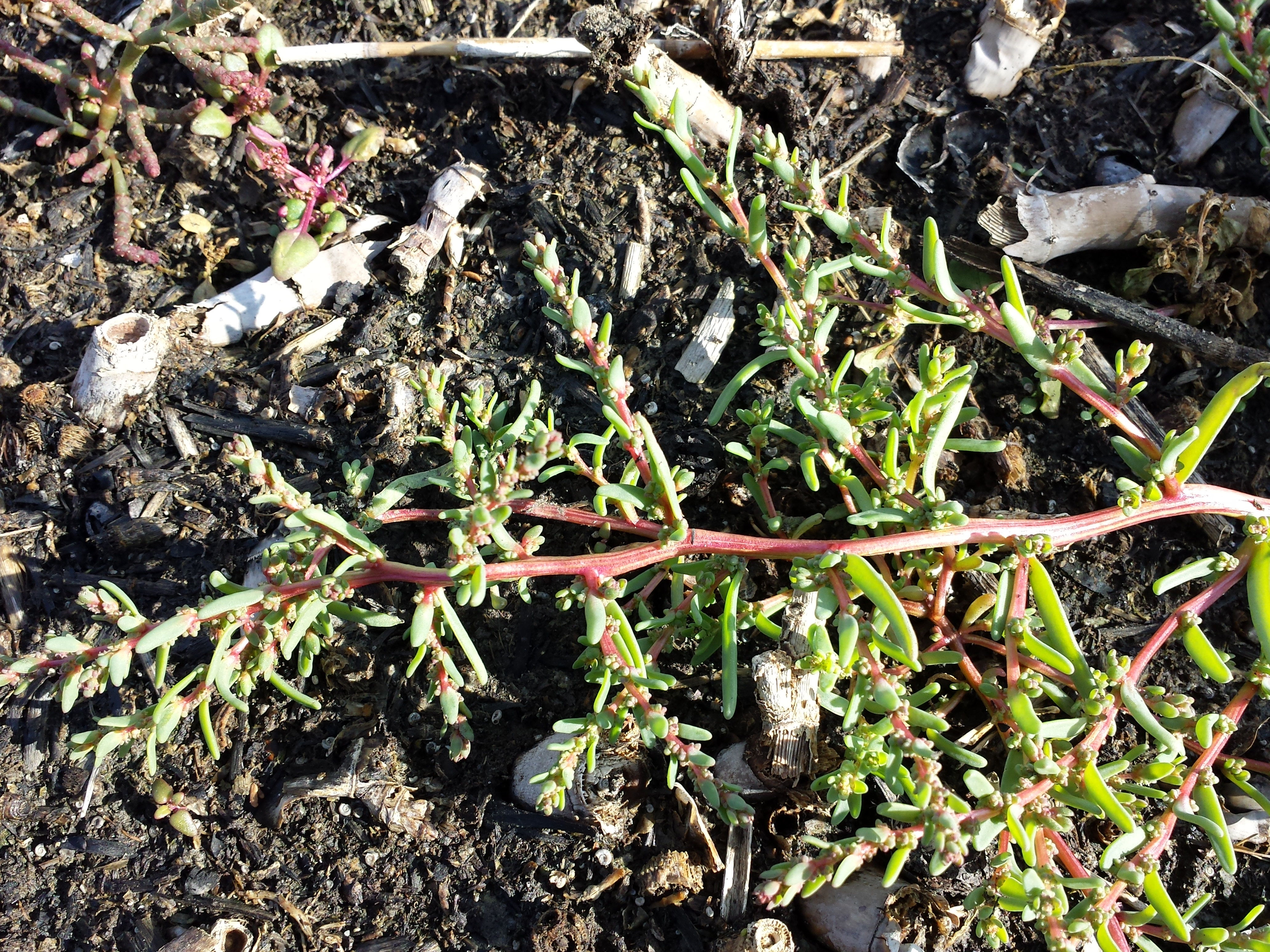
Sektion Brezia: Groß-Salzmelde (Suaeda pannonica)

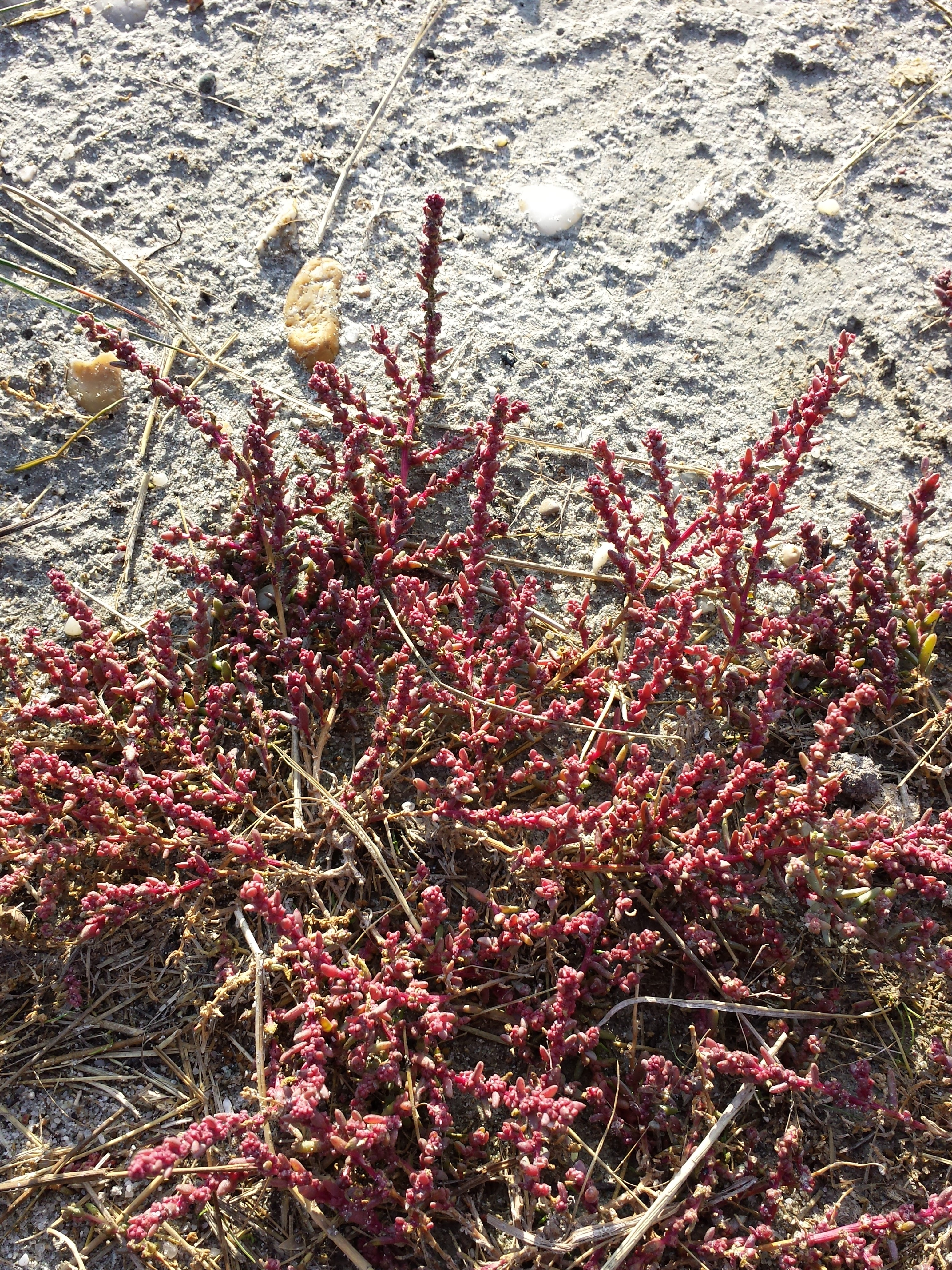
Sektion Brezia: Klein-Salzmelde (Suaeda prostrata) im Seewinkel

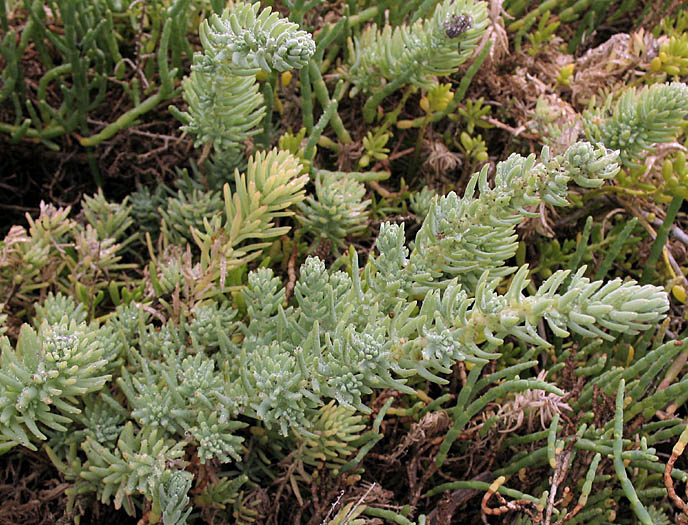
Sektion Salsina: Suaeda taxifolia

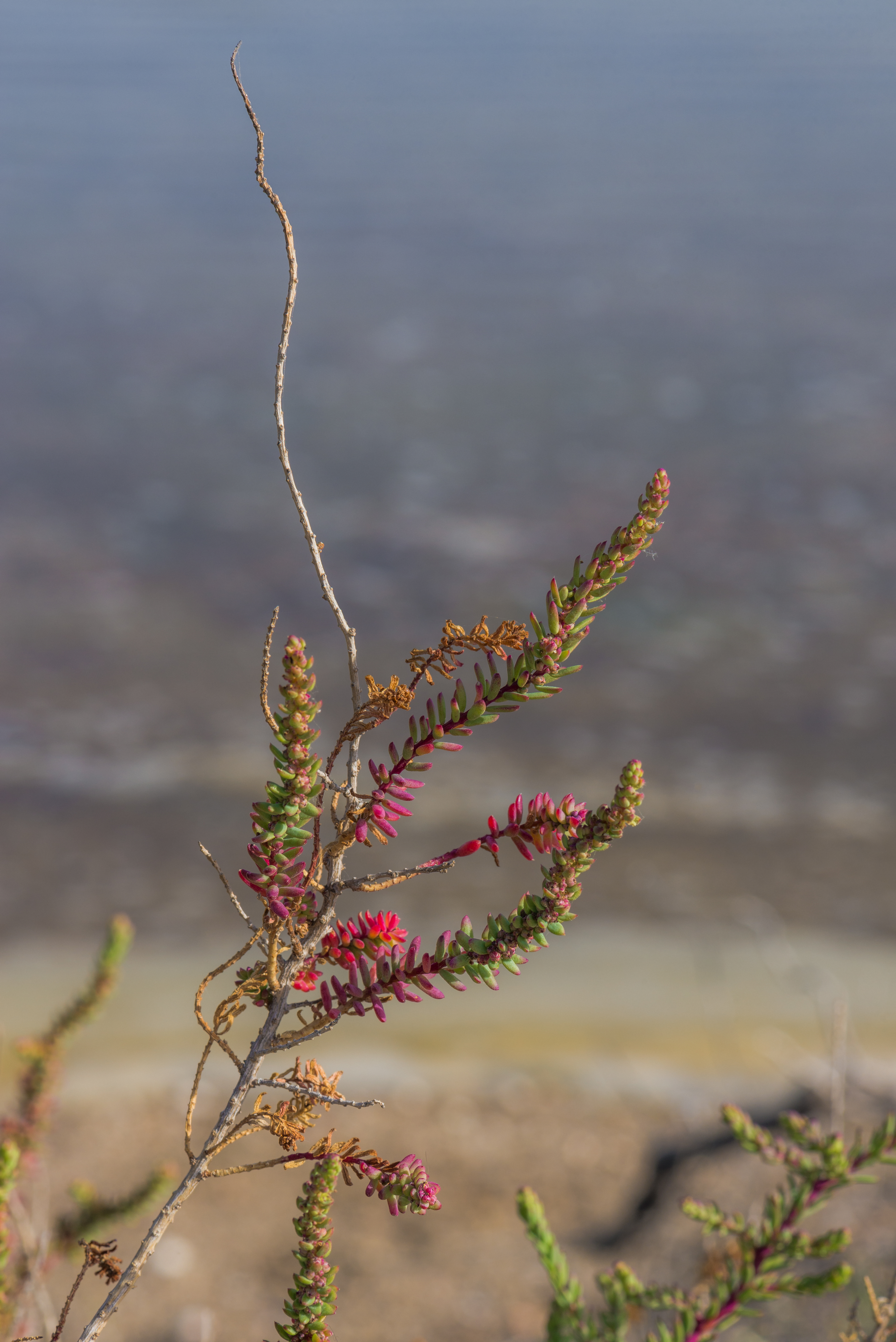
Sektion Suaeda: Strauchige Sode (Suaeda vera)

Die Erstveröffentlichung der Gattung Suaeda erfolgte 1776 durch Peter Forsskål in Onomatologia botanica completa, oder Vollständiges botanisches Wörterbuch, Frankfurt 8, S. 797. Der wissenschaftliche Gattungsname Suaeda kommt von arabisch „suaed“ für schwarz, der arabischen Bezeichnung für Suaeda vera. Typusart ist Suaeda vera Forssk. ex J.F.Gmel.
Synonyme für Suaeda Forssk. ex J.F.Gmel. (nom. cons.) sind Brezia Moq., Calvelia Moq., Chenopodina Moq., Dondia Adans., Helicilla Moq., Lerchia Zinn, Schanginia C.A.Mey. und Schoberia C.A.Mey.. Auch die Gattungen Alexandra Bunge und Borszczowia Bunge werden nach phylogenetischen Untersuchungen zu Suaeda gestellt.
Suaeda gilt unter Botanikern als eine „schwierige“ Gattung, da es kaum stabile Merkmale zur Einteilung gibt. Viele Arten sind extrem variabel, wobei unklar ist, welcher Anteil davon auf die Umweltbedingungen oder auf genetische Unterschiede zurückzuführen ist. Besonders die weit verbreiteten Arten Suaeda maritima, Sueada calceoliformis und Suaeda nigra sind sehr polymorph. Zur Bestimmung werden Blüten (für die Form des Fruchtknotens) sowie reife Früchte benötigt. Bei Herbarmaterial verlieren die fleischigen Pflanzenteile durch das Trocknen einige ihrer kennzeichnenden Eigenschaften.
Die Suaeda gehört zur Tribus Suaedeae in der Unterfamilie Suaedoideae innerhalb der Familie der Fuchsschwanzgewächse (Amaranthaceae). Früher wurde sie zu den Gänsefußgewächsen (Chenopodiaceae) gestellt, diese Familie wurde inzwischen in die Familie Amaranthaceae eingegliedert.
Die Gattung Suaeda sind weltweit verbreitet. Die Suaeda-Arten besiedeln Feuchtgebiete mit salzhaltigen oder alkalischen Böden, besonders an den Stränden der Küsten. An geeigneten Standorten kommen sie auch im Landesinneren vor und wachsen beispielsweise an Salzquellen, in salzigen Schwemmebenen, Steppenwüsten und Fluss- und Seeufern in trockenen Klimazonen.
Die in Mitteleuropa vorkommenden Soden-Arten gehören nach Kapralov et al. (2006) der Untergattung Brezia an. In Deutschland ist nur die Strand-Sode (Suaeda maritima) heimisch. In Österreich kommen auch die Klein-Salzmelde (Suaeda prostrata) und die Groß-Salzmelde (Suaeda pannonica) vor.
Nach phylogenetischen Untersuchungen von Schütze et al. (2003) und Kapralov et al. (2006) wird die Gattung Suaeda weiter unterteilt in zwei Untergattungen mit mehreren Sektionen und umfasst etwa 82 Arten, hier eine Auswahl:
- Untergattung Brezia (Moq.) Freitag & Schütze:
  - Sektion Brezia (Moq.) Volk:
    - Suaeda australis (R.Br.) Moq.: Sie kommt in Ost- und Südostasien und Australien vor und wächst am Rand von Mangrovenwäldern, an sandigen Stränden und Meeresküsten.[6]
    - Suaeda calceoliformis (Hook.) Moq.: Sie ist von Alaska und Kanada bis nach Mexiko verbreitet und wächst auf feuchten Salzböden, auch an gestörten Stellen und Straßenrändern.
    - Suaeda corniculata (C.A.Mey.) Bunge: Sie kommt von Süd- und Südosteuropa über Zentralasien bis nach Ostasien (China) vor und wächst in Salzwüsten, an See- und Flussufern.[6]
    - Suaeda crassifolia Pall.: Sie kommt von Südosteuropa (Untere Wolga-Region) über Südwestasien (Kaukasusraum, nördlicher Iran) und Zentralasien bis in den südlichen Teil des chinesischen Autonomen Gebiets Xinjiang vor. Sie besiedelt Salzwüsten, Fluss- und Seeufer.[6]
    - Suaeda heterophylla Bunge ex Boiss.: Sie kommt von Südosteuropa (Untere Wolga-Region) über Südwestasien (Kaukasusraum, Iran) und Zentralasien bis nach Ostasien (China) vor. Sie wächst auf stark salin-alkalinen Böden in Steppenwüste, an Fluss- und Seeufern und in Feldern.[6]
    - Suaeda kossinskyi Iljin: Sie kommt von Südosteuropa (Untere Wolga-Region) über Zentralasien bis zum chinesischen Autonomen Gebiet Xinjiang vor und wächst auf stark salin-alkalinen Böden.[6]
    - Strand-Sode (Suaeda maritima (L.) Dumort.): Sie ist an den Küsten von Europa, den gemäßigten Regionen von Asien, im nördlichen Afrika und in Nordamerika verbreitet und besiedelt auch Binnensalzstellen.
    - Suaeda occidentalis (S.Watson) S.Watson: Sie ist in Nordamerika verbreitet und besiedelt feuchte Salzböden.
    - Groß-Salzmelde (Suaeda pannonica Beck), eine pontisch-pannonische Art, die ihre westliche Grenze im Burgenland (Seewinkel) hat.[1]
    - Suaeda patagonica Speg.: Sie kommt von Bolivien bis Argentinien und bis zum südlichen Chile vor.
    - Klein-Salzmelde (Suaeda prostrata Pall.): Es ist eine pannonisch-pontisch-südsibirische Art, die auf kochsalzreichen Standorten von Österreich (Burgenland)[1] über Süd- und Südosteuropa, Südwest- und Zentralasien bis nach Ostasien (China) vorkommt.[6]
    - Suaeda spicata (Willd.) Moq.: Sie kommt in Spanien und auf den Balearen vor.[7]
    - Suaeda tschujensis Lomon. & Freitag: Sie wurde 2003 erstbeschrieben. Sie gedeiht nur in den Halbwüsten des Hochgebirges im Russischen Altai und im Gobi-Altai in der Mongolei.[8]
- Untergattung Suaeda:
  - Sektion Alexandra (Bunge) Kapralow et al.: Sie enthält nur eine Art:
    - Suaeda lehmannii (Bunge) Kapralov, Akhani & E.H.Roalson (Syn.: Alexandra lehmannii Bunge): Dieser Endemit kommt nur in der Aral-Region Zentralasiens vor

  - Sektion Borszczowia (Bunge) Freitag & Schütze: Sie enthält nur eine Art:
    - Suaeda aralocaspica (Bunge) Freitag & Schütze: Sie kommt in Kasachstan, Usbekistan und Xinjiang vor. vor.[6]

  - Sektion Physophora Iljin
    - Suaeda ifniensis Caball. ex Maire: Sie kommt in Marokko vor.[7]
    - Suaeda palaestina Eig & Zohary: Sie kommt auf Sizilien, Kreta, auf der Sinaihalbinsel, in Ägypten, Libyen, Israel und Jordanien vor.[7]
    - Suaeda physophora Pall.: Sie kommt von Südosteuropa (Kaukasusraum) bis in die chinesischen Provinzen Gansu, Xinjiang vor und wächst in Steppenwüsten, auf salzigen Trockenhängen und in Schwemmebenen.[6]

  - Sektion Salsina Moq. s. l. (inklusive Sektion Immersa Townsend, Sektion Limbogermen Iljin und Sektion Macrosuaeda Tzvel.):
    - Suaeda aegyptiaca (Hasselq.) Zohary: Sie ist von Libyen über die Arabische Halbinsel bis zum Iran verbreitet.
    - Suaeda altissima (L.) Pall.: Sie kommt von Südeuropa (Spanien, Balkanländer) über Südwest- und Zentralasien bis ins südwestliche Sibirien und nördlichen Teil des chinesischen Autonomen Gebiet Xinjiang vor und besiedelt Ödland, Ufer oder Steppenwüsten.[6]
    - Suaeda arcuata Bunge: Sie kommt vom Iran über Zentralasien bis zum chinesischen Autonomen Gebiet Xinjiang entlang von Wadis vor.[6]
    - Suaeda articulata Aellen: Sie kommt in Botswana und Namibia vor.
    - Suaeda asphaltica (Boiss.) Boiss.: Die Heimat ist Israel, Jordanien und Syrien.[7]
    - Suaeda dendroides (C.A.Mey.) Moq.: Sie kommt in Südwest- und Zentralasien vom Kaukasusraum bis ins chinesische Autonome Gebiet Xinjiang in Steppenwüsten und an Felshängen vor.[6]
    - Suaeda divaricata Moq.: Sie kommt von Bolivien bis Argentinien vor.
    - Suaeda foliosa Moq.: Sie kommt in Peru, Bolivien und Chile vor.
    - Suaeda fruticosa Forssk. ex J.F.Gmel.: Sie ist von Ägypten über die Arabische Halbinsel bis nach Indien und im Norden bis nach Afghanistan verbreitet.
    - Suaeda microphylla Pall.: Sie kommt in Südwest- und Zentralasien vom Kaukasusraum bis ins chinesische Autonome Gebiet Xinjiang vor und wächst in salzigen Wüsten, auf Dünen oder an Seeufern.[6]
    - Suaeda monoica Forssk. ex J.F.Gmel.: Sie ist von Ägypten über die Arabische Halbinsel bis nach Pakistan verbreitet.
    - Suaeda nigra (Raf.) J. Francis Macbride (Syn.: Suaeda moquinii (Torr.) Greene): Sie ist von Kanada über die USA bis Mexiko und auf den Bahamas sowie in Kuba verbreitet.
    - Suaeda taxifolia (Standl.) Standl.: Sie kommt in Kalifornien und Mexiko an Küsten oder in Salzmarschen vor.
    - Suaeda vermiculata Forssk. ex J.F.Gmel.: Sie kommt von den Kanaren, Marokko, Algerien und Spanien bis Sizilien, Libyen, Ägypten, die Sinaihalbinsel, Israel, Jordanien und die Türkei vor.[7]

  - Sektion Schanginia (C.A.Meyer) Volk:
    - Suaeda linifolia Pall.: Sie kommt von Südosteuropa bis ins chinesische Autonome Gebiet Xinjiang vor, und besiedelt Steppenwüsten, Salzwüsten, Trocken-Grasland und Ufer[6]. Als eingeführte Art wächst sie auch in Nordamerika.
    - Suaeda paradoxa (Bunge) Bunge: Sie kommt von Zentralasien bis in die chinesischen Provinzen Qinghai und Xinjiang vor. Dort wächst sie auf feuchten Salzböden in Schluchten, Ödland, an Ufern und Straßenrändern.[6]

  - Sektion Schoberia (C.A.Meyer) Volk:
    - Suaeda acuminata (C.A. Mey.) Moq.: Sie kommt von Südosteuropa über Südwest- und Zentralasien bis zur Mongolei sowie zum chinesischen Autonomen Gebiet Xinjiang vor und besiedelt Salzwüsten, Dünen und Abhänge.[6]
    - Suaeda carnosissima Post: Sie kommt in Jordanien, Syrien und in der Türkei vor.[7]
    - Suaeda cucullata Aellen: Die Heimat ist die Türkei.[7]
    - Suaeda eltonica Iljin: Sie kommt in Russland und in der Türkei vor.[7]
    - Suaeda microsperma Bunge: Sie ist in Mittelasien, Iran und Afghanistan verbreitet.
    - Suaeda splendens (Pourr.) Gren. & Godr.: Sie kommt in Südeuropa von Portugal und Spanien, Frankreich und Italien mit Sizilien und Sardinien bis Albanien, Griechenland, die Ägäis, Rumänien und die Türkei vor und in Nordafrika von Marokko und Algerien bis Ägypten, die Sinaihalbinsel, Israel und Jordanien vor.[7]

  - Sektion Suaeda:
    - Suaeda ekimii
    - Strauchige Sode (Suaeda vera Forssk. ex J.F.Gmel.): Sie kommt auf den Kanaren und Madeira, in Süd- und Westeuropa nördlich bis Großbritannien, in Nordafrika und in Vorderasien vor.[7]

## Nutzung
Aus der Asche von Suaeda fruticosa und Suaeda maritima wurde Soda und Pottasche gewonnen, welches zur Herstellung von Seife und Glas gebraucht wurde.
Mehrere Soden-Arten sind Nahrungspflanzen, beispielsweise Suaeda australis, Suaeda fruticosa, und Suaeda maritima: ihre jungen Blätter und Sprosse werden als salzige Salatzutat oder als Gemüse gegessen. Auch die Samen einiger Arten können verzehrt werden und lieferten in Notzeiten einen Mehlzusatz. Aus den Samen von Suaeda glauca wird Öl gewonnen.
Volksheilkundlich wird Suaeda fruticosa genutzt: Umschläge aus den Blättern dienten zur Behandlung von Augenleiden. Als Aufguss zubereitet, wurde es als Brechmittel (Emetikum) verwendet.
Aus einigen Suaeda-Arten werden rote und schwarze Farbstoffe gewonnen.

## Weiterführende Literatur
- M. N. Lomonosova, D. E. Nikonova, M. G. Kutsev, O. V. Dorogina, A. Yu. Korolyuk: Genetic differentiation in the polyploid complex of Suaeda corniculata (C.A. Mey.) Bunge in Eastern Siberia. In: Russian Journal of Genetics, Volume 53, Issue 5, 2017, S. 596–605.
- Ronny Brandt, Maria Lomonosova, Kurt Weising, Natascha Wagner, Helmut Freitag: Phylogeny and biogeography of Suaeda subg. Brezia (Chenopodiaceae/Amaranthaceae) in the Americas. In: Plant Systematics and Evolution, Volume 301, Issue 10, 2015, S. 2351–2375. doi:10.1007/s00606-015-1233-y
- E. Alvarado Reyes, H. Flores-Olvera: Suaeda pulvinata (Chenopodiaceae), a new species from saline lakes of central Mexico. In: Willdenowia Volume 43, 2013, S. 300–314.
- R. Noguez-Hernández, A. Carballo Carballo, H. Flores Olvera: Suaeda edulis (Chenopodiaceae) una nueva especie de lagos salinos del centro de México. In: Botanical Sciences, Volume 91, 2013, S. 19–25.
- Maria Lomonosova, Ronny Brandt, Helmut Freitag: Suaeda corniculata (Chenopodiaceae) and related new taxa from Eurasia. In:  Willdenowia, Volume 38, Issue 1, 2008, S. 81–109.
- Helmut Freitag, Maria Lomonosova: Typification and identity of Suaeda crassifolia, S. prostrata and S. salsa, three often confused species of Suaeda sect. Brezia (Chenopodiaceae, Suaedoideae). In:  Willdenowia, Volume 36, Issue 1, 2006, S. 21–36.

- Karte mit allen verlinkten Seiten:
- OSM |
- WikiMap